# Епархия Цзисяня
Епархия Цзисяня (лат. Dioecesis Ueihoeivensis) — епархия Римско-Католической церкви c центром в городе Цзисянь, Китай. Епархия Цзисяня входит в митрополию Кайфэна.

## История
В 1843 году Святой Престол Пий XI учредил апостольский викариат Северного Хэнаня, выделив его из апостольского викариата Хэнаня (сегодня — Епархия Наньяна). Руководство апостольским викариатом Северного Хэнаня было поручено членам католической миссионерской конгрегации «Папский институт заграничных миссий».
2 августа 1929 года апостольский викариат Северного Хэнаня был переименован в апостольский викариат Вэйхуэя.
7 июля 1936 года апостольский викариат Вэйхуэя передал часть своей территории новой апостольской префектуре Синсяна.
11 апреля 1946 года Римский папа Пий XII издал буллу Quotidie Nos, которой преобразовал апостольский викариат Вэйхуэя в епархию Цзисяня.

## Ординарии епархии
- епископ Жан-Анри Балдю (2.-3.1844 — 1865);
- епископ Мигель Наварро (8.04.1856 — 9.09.1877);
- епископ Джованни Меникатти (12.09.1903 — 1919);
- епископ Мартино Киолино (23.02.1921 — 1929);
- епископ Марио Чивелли (18.07.1946 — 2.02.1966);
  - Sede vacante с 2.02.1966 года по настоящее время.

## Источник
- Annuario Pontificio, Libreria Editrice Vaticana, Città del Vaticano, 2003
- Булла Quotidie Nos, AAS 38 (1946), стр. 301  (лат.)